# أضرار ناجمة
الأضرار الناجمة، (بالإنجليزية: Liquidated damages)‏، (يشار إليها أيضا باسم الأضرار المصفاة والتأكد منها)، هي الأضرار التي يعينها طرفي العقد، خلال تكوين العقد. لكي يحصل الطرف المتضرر على تعويض، عند خرق محدد (على سبيل المثال، تأخر الأداء).
وعندما لا تحديد الأضرار مسبقا. يكتب إن المبلغ القابل للاسترداد «عام» (يتم الاتفاق عليه، أو تحديده، بواسطة محكمة، أو هيئة قضائية، في حالة حدوث خرق في العقد).